# Весы (знак зодиака)
Весы (лат. Libra) — седьмой знак зодиака, соответствующий сектору эклиптики от 180° до 210°, считая от точки весеннего равноденствия; кардинальный знак тригона Воздух. Планетой-покровительницей знака Весов считается Венера.
Весы — единственный неодушевлённый предмет в знаках зодиака.
В западной астрологии считается, что Солнце находится в знаке Весов приблизительно с 23 сентября по 22 октября. Не следует путать знак Весов с созвездием Весов, в котором Солнце находится с 31 октября по 22 ноября.
Знаком Весов управляет Венера, здесь в экзальтации Сатурн, в изгнании Марс и в падении Солнце.

## Символ
Символ Весов ♎ (может не отображаться в некоторых браузерах) в Юникоде находится под десятичным номером 9806 или шестнадцатеричным номером 264E и может быть введён в HTML-код как &#9806; или &#x264E;.
- Армянская серебряная монета «Весы»
- Армянская золотая монета «Весы»